# Gymnobracon megistus
Gymnobracon megistus är en stekelart som beskrevs av Marsh 2002. Gymnobracon megistus ingår i släktet Gymnobracon och familjen bracksteklar. Inga underarter finns listade i Catalogue of Life.